# Коровкин, Николай Арсеньевич
Николай Арсеньевич Коровкин (14 мая 1816—1876) — популярный русский водевилист 1840-х годов.
Театральная энциклопедия называет его Александровичем (по всей видимости, ошибочно) и отмечает динамичность и забавность действий его произведений.

## Биография
Переводил с французского водевили и небольшие пьески и писал сам для бенефисов петербургских и московских актёров императорских театров: В. Н. Асенковой, Н. В. Самойловой, И. И. Сосницкого, Н. О. Дюра, А. Е. Мартынова, М. С. Щепкина, В. И. Живокини, Н. В. Репиной и др.
Из его многочисленных пьес более полувека продержались в репертуаре: «Новички в любви» (СПб. 1840; 2 изд. 1844); «Так да не так» (СПб. 1840, 2 изд. 1844); «Его превосходительство или средство нравиться» (СПб. 1840, 2 изд. 1844); «Рецепт для исправления мужей» (М. 1843), в Александринском театре были поставлены: 1839 — «Отец, каких мало», «Дедушка и внучек».
Критики демократического направления (Белинский, Добролюбов) не принимали его творчества, обвиняя в несерьёзности и неглубокости решения конфликтов.

## Пьесы
- «Отец, каких мало» (первая постановка Александринского театра 1839 г.; пьеса выдержала много постановок в течение нескольких десятилетий)
- «Дедушка и внучек» — постановка 1839 г. Александринского театра в С.-Петербурге и в Москве драм. труппой в помещении Большого театра; 1862 г. — в помещении Малого театра в Москве
- «Жена артиста» (Clermont, ou Une femme d’artiste). Драма в 2 д. Э. Скриба и Э. Вандербурха. Пер. с фр. (постановка Малого театра 1839 г.)
- «Мэр по выбору, или Смелый поневоле» (Madam et monsieur Pinchon). Ком.-водевиль в 1 д. Ж. Баяра, Ф. Дюмануара и А.-Ф. Деннери. Пер. с фр. (постановка в Москве драм. труппой в помещении Большого театра 1839 г.)
- «Барышня-крестьянка». Водевиль в 2 действиях Н. А. Коровкина. Содержание заимствовано из повести А. С. Пушкина (постановка в Москве драм. труппой в помещении Большого театра 1839 г.)
- «Фебус, публичный писец» (Phoebus, ou L’ecrivain public). Ком.-водевиль в 2 д. Ж. Баяра и Ш.-А.-Э. Бьевиля. Пер. с фр. (постановка в Москве драм. труппой в помещении Большого театра 1839 г.)
- «Его превосходительство, или Средство нравиться» (СПб. 1840, 2 изд. 1844); (постановка в Москве драм. труппой в помещении Большого театра 1840 г.)
- «Так да не так» (СПб. 1840, 2 изд. 1844); выдержано много постановок в течение нескольких десятилетий
- «Новички в любви» (СПб. 1840; 2 изд. 1844); постановка в Москве драм. труппой в помещении Большого театра 1842 года
- «Сава Савич, или Вот что случилось в Петровском парке» (постановка в Москве драм. труппой в помещении Большого театра 15 мая 1842 в бенефис Ф. Н. Усачева)
- «Настенька». Провинциальные сцены в 3 к. с куплетами (постановка в Москве драм. труппой в помещении Большого театра 15 мая 1842 в бенефис Ф. Н. Усачева)
- «Супруги-арестанты». Ком.- вод. в 1 д. Б.-Ж. Марсолье (Adolphe et Clara). Перед. с фр.
- «Будьте здоровы! или Табакерка из С.-Петербурга» (Dieu vous benisse). Вод. в 1 д. Ф. Ансело и П. Дюпора. Перед. с фр.
- «Рецепт для исправления мужей». Ком.- вод. в 2 д. Перед. с фр. (постановка в Москве драм. труппой в помещении Большого театра 23 октября 1842 в бенефис П. И. Орловой)
- «Рецепт для исправления мужей» (М. 1843),